# Anthrax appendiculatus
Anthrax appendiculatus är en tvåvingeart som beskrevs av Macquart 1855. Anthrax appendiculatus ingår i släktet Anthrax och familjen svävflugor. Inga underarter finns listade i Catalogue of Life.